# صاریغ پهلوسرخ شمالی
صاریغ پهلوسرخ شمالی (نام علمی: Monodelphis brevicaudata) نام یک گونه از سرده تک‌زهدان‌ها است.